# Godfried Danneels
Godfried Maria Jules Danneels (Kanegem, 4 giugno 1933 – Malines, 14 marzo 2019) è stato un cardinale e arcivescovo cattolico belga.

## Biografia
Nacque il 4 giugno 1933 a Kanegem.
Ricevette l'ordine sacro il 17 agosto 1957, successivamente insegnò e divenne poi professore di Teologia e direttore spirituale del seminario.
Il 4 novembre 1977 papa Paolo VI lo nominò vescovo di Anversa; ricevette la consacrazione episcopale il 18 dicembre dello stesso anno.
Il 19 dicembre 1979 papa Giovanni Paolo II lo promosse arcivescovo di Malines-Bruxelles e primate del Belgio e, il 15 settembre 1980, ordinario militare in Belgio.
Nel concistoro del 2 febbraio 1983 fu creato cardinale da papa Giovanni Paolo II.
Dal 1980 fu anche presidente della Conferenza episcopale belga, carica che mantenne fino al 2010. Fu inoltre membro del Consiglio della II Sezione della Segreteria di Stato, della Congregazione per il culto divino e la disciplina dei sacramenti, della Congregazione per l'evangelizzazione dei popoli, della Congregazione per l'educazione cattolica e della Congregazione per le Chiese orientali.
Il 18 gennaio 2010 papa Benedetto XVI accolse la sua rinuncia al governo pastorale dell'arcidiocesi di Malines-Bruxelles per raggiunti limiti di età.
Il 27 febbraio 2010 Benedetto XVI lo sollevò, per raggiunti limiti d'età, anche dall'ufficio di ordinario militare per il Belgio.
Affermò di aver fatto parte di un gruppo, da lui stesso chiamato "mafia di San Gallo" unitosi per spingere Benedetto XVI a dimettersi e sostituirlo col card. Jorge Mario Bergoglio. Lo scopo fu raggiunto con l'elezione di papa Francesco il 13 marzo 2013.
Il 4 giugno 2013, compiendo 80 anni, perse il diritto di entrare in conclave e votare per l'elezione del Romano Pontefice; decadde anche da tutti gli incarichi di Curia.
Morì il 14 marzo 2019 a Malines all'età di 85 anni. In seguito ai solenni funerali presieduti il 22 marzo dal cardinale Jozef De Kesel in presenza delle più alte cariche dello Stato, venne sepolto come i suoi predecessori nella cripta della cattedrale di San Rombaldo.

## Genealogia episcopale e successione apostolica
La genealogia episcopale è:
- Cardinale Scipione Rebiba
- Cardinale Giulio Antonio Santori
- Cardinale Girolamo Bernerio, O.P.
- Arcivescovo Galeazzo Sanvitale
- Cardinale Ludovico Ludovisi
- Cardinale Luigi Caetani
- Cardinale Ulderico Carpegna
- Cardinale Paluzzo Paluzzi Altieri degli Albertoni
- Papa Benedetto XIII
- Papa Benedetto XIV
- Papa Clemente XIII
- Cardinale Marcantonio Colonna
- Cardinale Giacinto Sigismondo Gerdil, B.
- Cardinale Giulio Maria della Somaglia
- Cardinale Carlo Odescalchi, S.I.
- Vescovo Eugène de Mazenod, O.M.I.
- Cardinale Joseph Hippolyte Guibert, O.M.I.
- Cardinale François-Marie-Benjamin Richard
- Cardinale Pietro Gasparri
- Cardinale Clemente Micara
- Cardinale Jozef-Ernest Van Roey
- Cardinale Léon-Joseph Suenens
- Cardinale Godfried Danneels

La successione apostolica è:
- Vescovo Paul Van den Berghe (1980)
- Vescovo Paul Lanneau (1982)
- Vescovo Rémy Victor Vancottem (1982)
- Vescovo Luc Alfons De Hovre, S.I. (1982)
- Vescovo Roger Joseph Vangheluwe (1985)
- Vescovo Albert Jean Charles Ghislain Houssiau (1986)
- Vescovo Jan De Bie (1987)
- Arcivescovo André-Joseph Léonard (1991)
- Vescovo Aloysius Jousten (2001)
- Cardinale Jozef De Kesel (2002)
- Vescovo Guy Harpigny (2003)
- Vescovo Lucas Van Looy, S.D.B. (2004)
- Vescovo Johan Jozef Bonny (2009)